# Neophilaenus minor
Neophilaenus minor är en insektsart som först beskrevs av Carl Ludwig Kirschbaum 1868.  Neophilaenus minor ingår i släktet Neophilaenus, och familjen spottstritar. Enligt den finländska rödlistan är arten nationellt utdöd i Finland. Arten har ej påträffats i Sverige. Artens livsmiljö är torra gräsmarker.